# U-530
Il sommergibile U-530 era un'unità classe U-Boot Tipo IX-C/40 della Kriegsmarine tedesca, utilizzato in servizio durante la seconda guerra mondiale. Fu deposta alla Deutsche Werft di Amburgo l'8 dicembre 1941 con il numero 345, lanciata il 28 luglio 1942 e commissionata il 14 ottobre 1942 con il Kapitänleutnant Kurt Lange al comando, che la guidò in sei pattuglie. Lange fu sostituito nel gennaio del 1945 da Oberleutnant zur See Otto Wermuth, che portò la sua fuga in Argentina dopo la resa della Germania. Il viaggio sottomarino in Argentina portò a molte leggende metropolitane, storie apocrife e teorie cospirative che insieme a U-977 aveva trasportato in fuga i leader nazisti e/o l'oro nazista in Sud America, o anche che sarebbe stato coinvolto nell'affondamento dell'incrociatore brasiliano Bahia come ultimo atto della battaglia dell'Atlantico.

## Caratteristiche
Gli U-Boot tedeschi Tipo IXC/40 erano leggermente più grandi dei Tipe IXC. U-530 aveva una stazza di 1.144 tonnellate in superficie e 1.257 tonnellate in immersione. L'U-boat aveva una lunghezza totale di 76,76 m, una lunghezza dello scafo a pressione di 58,75 m, una larghezza di 6,86 m, un'altezza di 9,60 m, e un pescaggio di 4,77 m. Il sottomarino era alimentato da due motori diesel MAN M 9 V 40/46 sovralimentati a quattro tempi e nove cilindri che producevano un totale di 4.400 cavalli metrici (3.240 kW) per l'uso in superficie, due Siemens-Schuckertwerke 2 GU 345/34 doppio-motori elettrici ad azione con un totale di 1.000 cavalli potenza (1,010 PS, 750 kW) per l'uso in immersione. Aveva due alberi e due eliche da 1,92 m. Il battello era in grado di operare a profondità fino a 230 metri.
Il sottomarino aveva una velocità di superficie massima di 18,3 nodi (33,9 km/h) e una velocità massima sommersa di 7,3 nodi (13,5 km/h). Una volta sommerso, il battello potrebbe operare per 63 miglia nautiche (117 km) a 4 nodi (7,4 km/h); una volta emersa, poteva percorrere 13.850 miglia nautiche (25.650 km) a 10 nodi (19 km/h). L'U-530 era dotato di sei tubi lanciasiluri da 53,3 cm (di cui quattro a prua e due a poppa), 22 siluri, un cannone navale SK C/32 da 10,5 cm, 180 colpi e una SK C da 3,7 cm/30 e un cannone antiaereo da 2 cm C/30. Il battello aveva un equipaggio totale di 48 tra ufficiali e marinai.

## Sensori

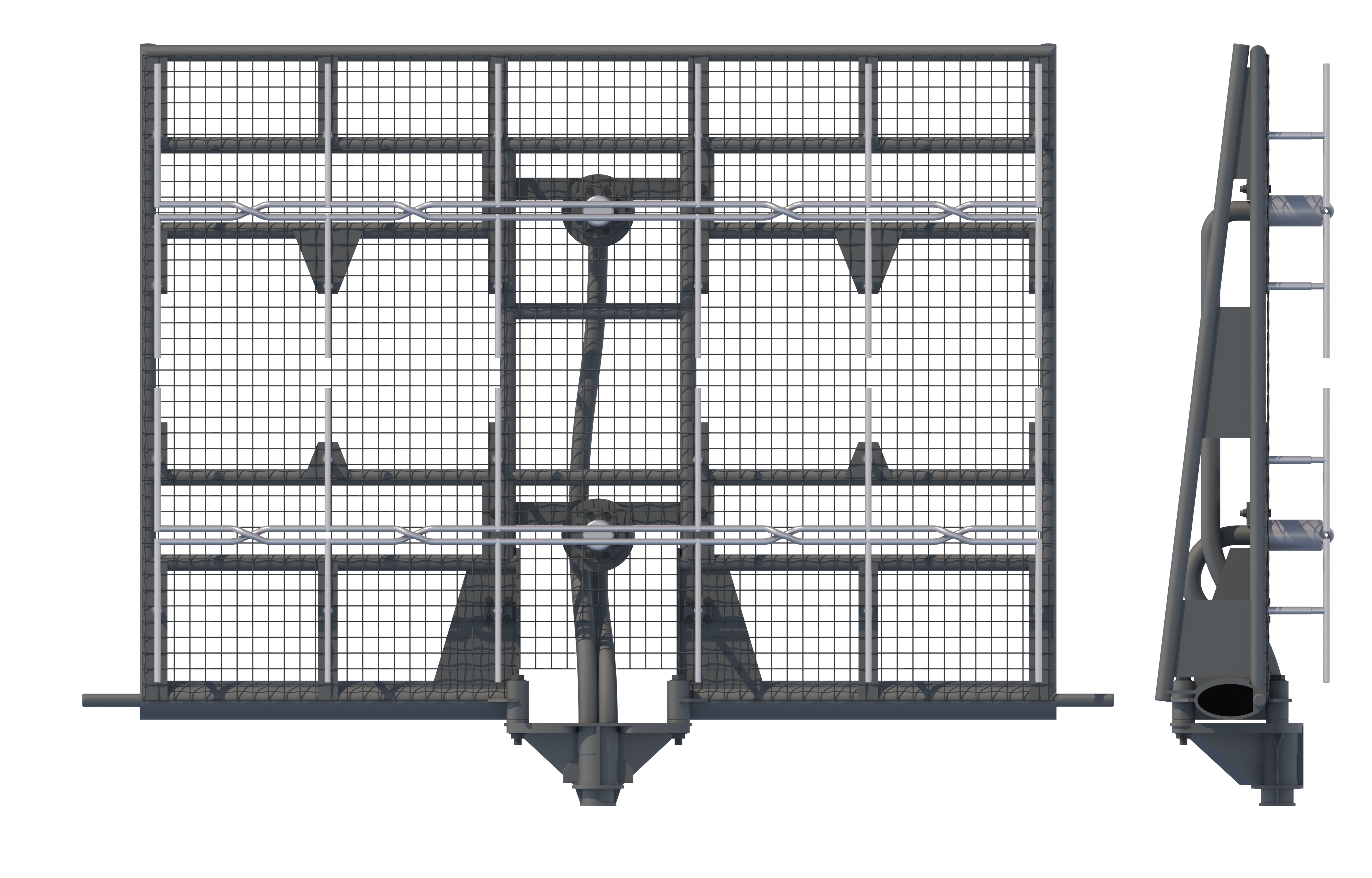
Un trasmettitore radar Hohentwiel U FuMO-61

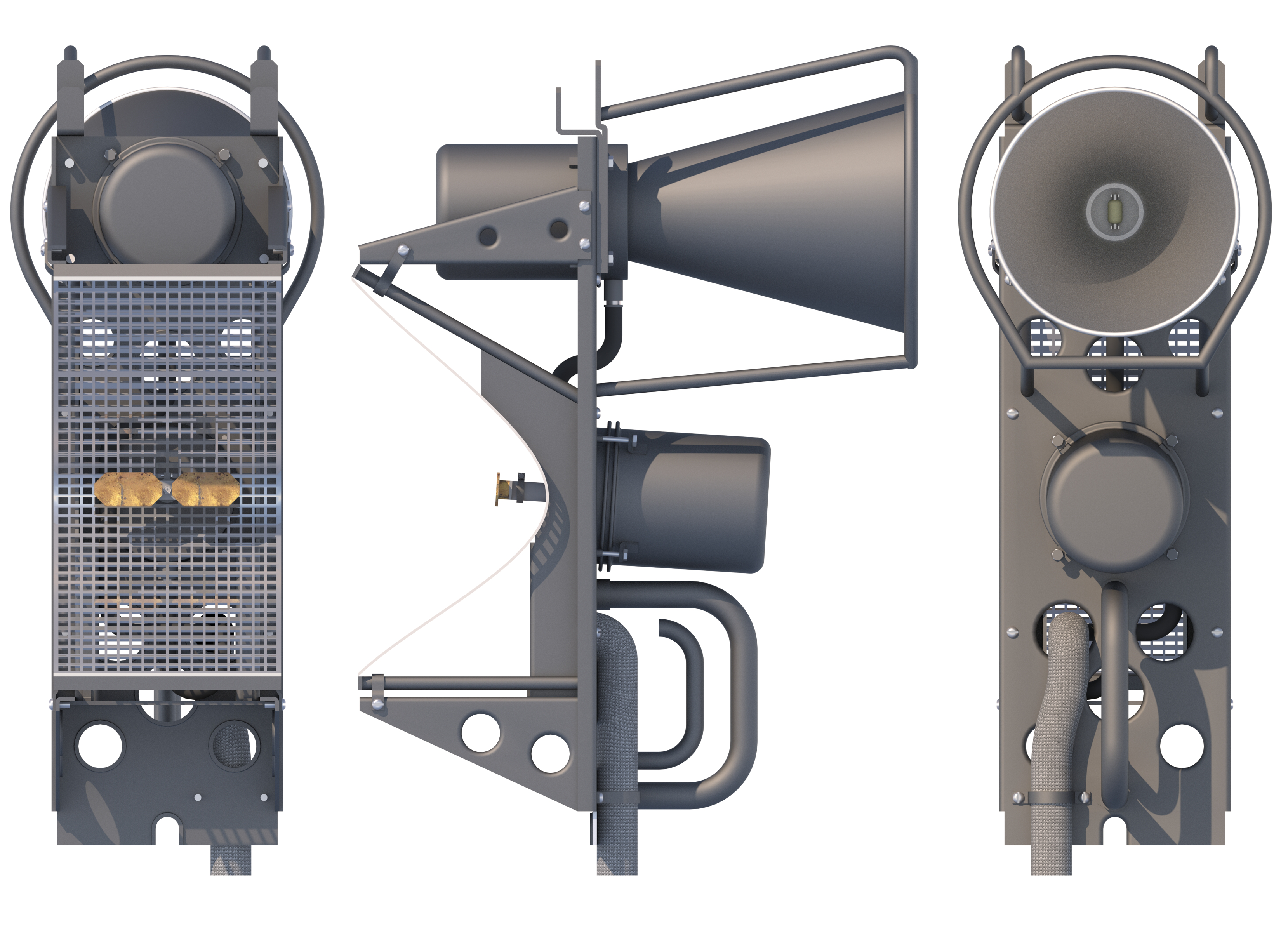
Rilevamento radar Tunis FuMB-26

### Radar
L'U-530 era uno dei pochi U-Boot equipaggiati con un trasmettitore radar Hohentwiel U FuMO 61. Fu installato sul lato di dritta della torre di comando.

### Radar detector
U-530 è stato riparato con l'antenna Tunis FuMB-26. Il FuMB 26 Tunis combinava la formica FuMB. 24 Fliege e FuMB Ant. 25 antenne Cuba II. Può essere montato sul Loop dell'antenna di Ricerca Direction e separatamente sul ponte.

## Storia
Ha servito con la 4ª flottiglia di U-boat, mentre la formazione, quindi il 10ª flottiglia dal 1º marzo 1943 al 30 settembre 1944 e la flottiglia 33° dal 1º ottobre 1944-8 maggio 1945. U-530 ha completato sette pattuglie di guerra, affondando due navi per un totale di 12.063 tonnellate di stazza lorda (GRT) e un danneggiamento di un'altra delle 10.195 tsl. Si arrese a Mar del Plata, in Argentina, il 10 luglio 1945.
Durante la sua settima ed ultima missione avvenne la resa della Germania; si diresse in Sudamerica, consegnandosi a Mar del Plata il 10 luglio. Il suo misterioso viaggio dette il via a molte voci. L'ammiraglio brasiliano Jorge Dodsworth Martins ha detto che credeva che l'U-530 avrebbe potuto affondare l'incrociatore Bahia, mentre l'ammiraglio Dudal Teixeira, anche lui brasiliano, credeva che l'U-530 fosse arrivato dal Giappone. Un reporter argentino ha affermato di aver visto un rapporto di polizia provinciale di Buenos Aires secondo cui uno strano sottomarino era emerso dalla bassa costa argentina ed era sbarcato un ufficiale di alto rango e un civile che avrebbe potuto essere Adolf Hitler ed Eva Braun travestiti impersonando altre persone. U-977, che arrivò invece a Mar del Plata il 17 agosto, fu anche accusato di affondare la nave Bahia; tuttavia, un'inchiesta alla fine ha scoperto che l'incrociatore era stato affondato a causa di un incidente di artiglieria.
Il ministero della Marina argentina pubblicò un comunicato ufficiale in cui affermava che U-530 non era responsabile per l'affondamento dell'incrociatore Bahia, che nessun capo nazista o ufficiali militari di alto rango erano a bordo e che dall'U-530 non era sbarcato nessuno sulla costa dell'Argentina prima di arrendersi.